# Schwangau

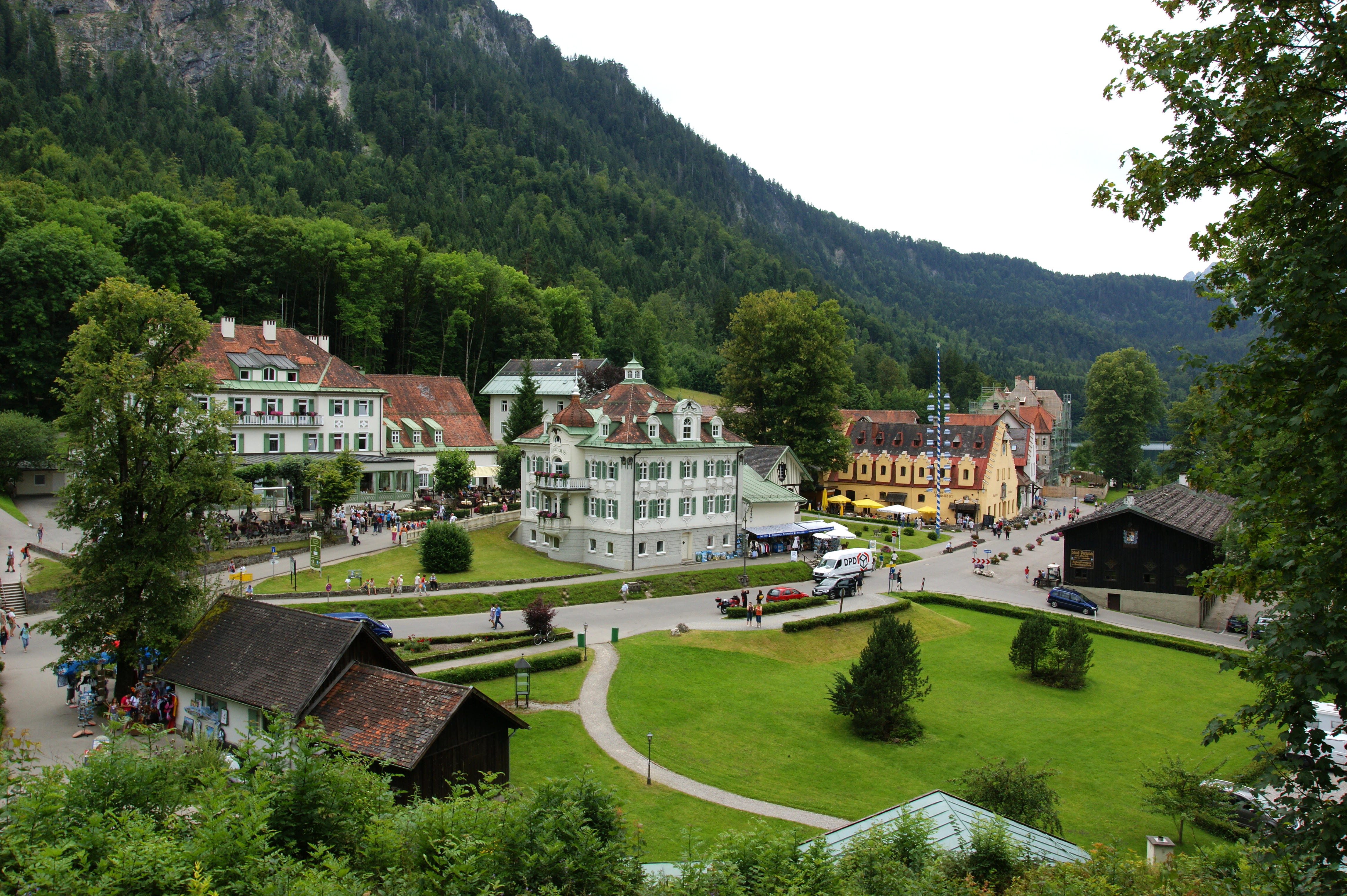
Schwangau

Schwangau este o comună din landul Bavaria, Germania.
Pe teritoriul acestei comune a fost construit celebrul castel Neuschwanstein, în timpul regelui Ludovic al II-lea al Bavariei, la sfârșitul secolului al XIX-lea, în contextul istorismului. Castelul reprezintă una dintre cele mai renumite atracții turistice din Germania.